# Napoli Basket Vomero 2007-2008
Questa pagina contiene i dati relativi a Napoli Basket Vomero per la stagione 2007-08.

## Roster
- 05  Stefania Paterna 	guardia-ala  	180 cm 	10/04/1980
- 06  Mariangela Cirone 	play 	        170 cm 	07/02/1976
- 07  Paola Mauriello 	guardia-ala 	184 cm 	27/03/1981
- 08  Sara Giauro     	pivot   	190 cm 	25/10/1976
- 09  Adia Barnes 	        guardia 	170 cm  03/02/1977
- 10  Immacolata Gentile     play    	175 cm 	17/11/1975
- 11  Lasma Jekabsone   	pivot 	        193 cm 	30/01/1985
- 13  Yasemin Horasan 	pivot   	185 cm 	01/08/1983
- 14  Astou Ndiaye    	pivot   	189 cm 	05/11/1973
- 20  Kedra Holland-Corn 	guardia 	173 cm 	05/11/1974